# Uku Suviste
Uku Suviste (Võru, 6 de juny del 1982) és un cantant estonià.

## Biografia
El 2018 va participar en Golos, «The Voice» en Rússia. Va arribar a la semifinal.
El 2017, 2019 i 2020, va participar en Eesti Laul, la preselecció estoniana pel Festival de la Cançó d'Eurovisió. El 2020 va guanyar amb la cançó «What Love Is» i hauria representat Estònia al Festival de la Cançó d'Eurovisió 2020, que s'hauria celebrat a la ciutat neerlandesa de Rotterdam en cas de no haver sigut cancel·lat per la pandèmia per coronavirus de 2019-2020. El 2021 va participar de nou en Eesti Laul i va guanyar per segona vegada. Va representar Estònia en el Festival de la Cançó d'Eurovisió 2021 amb la cançó «The Lucky One». No va arribar a la final.